# Skrjabinoptera
Skrjabinoptera (nach dem Parasitologen Konstantin Iwanowitsch Skrjabin) ist eine Gattung der Rollschwänze mit acht Arten. Sie sind Parasiten bei Reptilien.

## Merkmale
Skrjabinoptera hat die Merkmale der Physalopterinae. Die Mundhöhle ist atrophiert. Die Pseudolippen haben keinen äußeren seitlichen, sondern lediglich einen inneren seitlichen Zahn. Die Amphiden liegen auf den Pseudolippen.

## Systematik
Hodda (2022) ordnet die Gattung in die Tribus Physalopterini, Untertribus Physalopterinii ein. Die Gattung enthält folgende Arten:
- Skrjabinoptera chamaeleontis Gedoelst, 1916
- Skrjabinoptera gallardi Johnston & Mawson, 1942
- Skrjabinoptera goldmanae Mawson, 1970
- Skrjabinoptera leiocephalorum Greve & Powell, 1989
- Skrjabinoptera phrynosoma Ortlepp, 1922
- Skrjabinoptera scelopori Caballero, 1971
- Skrjabinoptera simplicidens Ortlepp, 1922
- Skrjabinoptera wetzeli Horchner & Weissenburg, 1965